# Spiophanes cirrata
Spiophanes cirrata är en ringmaskart som beskrevs av M. Sars in G.O. Sars 1872. Spiophanes cirrata ingår i släktet Spiophanes och familjen Spionidae. Inga underarter finns listade i Catalogue of Life.